# Estevan, Saskatchewan
Estevan är en tätort belägen i den sydöstra delen av provinsen Saskatchewan i Kanada. Det är den åttonde största staden i provinsen. Souris River rinner genom Estevan. Borgmästare för Estevan är Gary St. Onge.
Invånarantalet uppgick till 10 851 invånare år 2021.

## Kända profiler från Estevan
- Blair Atcheynum, NHL-spelare
- Trent Whitfield, NHL-spelare
- Dustin Johner, ishockeyspelare i Växjö Lakers, Hockeyallsvenskan
- Dennis Cooley, poet
- Eli Mandel, poet